# Liga Distrital de Trujillo 2022
La Liga Distrital de Trujillo 2022 es la edición número 96 del torneo distrital más importante del departamento de La Libertad.

## Tabla de posiciones
| Pos. | Equipo                  | Pts. | PJ | G | E | P | GF | GC | Dif. | Clasificación                   |
| ---- | ----------------------- | ---- | -- | - | - | - | -- | -- | ---- | ------------------------------- |
| 1    | Carlos Tenaud           | 6    | 2  | 2 | 0 | 0 | 6  | 0  | +6   | Etapa Provincial Copa Perú 2022 |
| 2    | Universitario UPAO      | 4    | 2  | 1 | 1 | 0 | 5  | 1  | +4   | Etapa Provincial Copa Perú 2022 |
| 3    | Alianza Trujillo        | 4    | 2  | 1 | 1 | 0 | 2  | 1  | +1   |                                 |
| 4    | Training Gol            | 3    | 1  | 1 | 0 | 0 | 9  | 2  | +7   |                                 |
| 5    | Sport Arica             | 3    | 1  | 1 | 0 | 0 | 3  | 0  | +3   |                                 |
| 6    | Deportivo UNT           | 2    | 2  | 0 | 2 | 0 | 2  | 2  | 0    |                                 |
| 7    | Alfonso Ugarte          | 2    | 2  | 0 | 2 | 0 | 2  | 2  | 0    |                                 |
| 8    | Atlético Medellín       | 0    | 1  | 0 | 0 | 1 | 0  | 1  | −1   |                                 |
| 9    | Club Carlos M. Orbegozo | 0    | 1  | 0 | 0 | 1 | 0  | 2  | −2   |                                 |
| 10   | PAL                     | 0    | 2  | 0 | 0 | 2 | 0  | 7  | −7   |                                 |
| 11   | Atlético Peruano        | 0    | 2  | 0 | 0 | 2 | 0  | 13 | −13  |                                 |

 Fuente: futbolperuano.com
Criterios de clasificación: Puntos · Diferencia de goles · Goles a favor
- Datos: Q115798577